# Limbiate
Limbiate (lombardul: Limbiaa) település Olaszországban, Lombardia régióban, Monza e Brianza megyében. Lakosainak száma 34 790 fő (2023. január 1.). Limbiate Paderno Dugnano, Solaro, Cesate, Senago, Varedo és Bovisio-Masciago községekkel határos.

## Népesség
A település lakossága az elmúlt években az alábbi módon változott:
| Lakosok száma | 35 417 | 35 316 | 35 141 | 34 790 |
|               | 2013   | 2017   | 2018   | 2023   |